# Оскар популарности 2005.
Оскар популарности 2005. је била једина додела у организацији часописа Илустрована Политика. Свечана додела је била одржана 19. априла 2005. године у београдском Дому синдиката.

## Пред доделу
Из Компаније „Политика“ је изашао часопис „Радио ТВ Ревија“ и овај часопис је годинама, све до краја прве половине деведесетих година, организовао ову доделу. Ова манифестација је након тога била дугих низ година у егзилу све док се крајем 2004. није вратила у Компанију Политикa. Али овај пут у организацији часописа Илустрована Политика.

## Начин гласања, категорије и победници
Од почетка јануара до половине априла, читаоци Илустроване су купоном, СМС порукама, имејлом и телефоном гласали за своје фаворите у следећих 20 категорија [уз списак категорија прилажемо и списак победника у тим категоријама].
- Забавни ток-шоу програм године - Желите ли да постанете милионер
- Документарно-информативни програм године - Утисак недеље
- Играни програм године - М(j)ешовити брак
- Водитељ године - Милан Калинић
- Водитељка године- Оливера Ковачевић
- Рекламни спот године - Лав пиво (А од кума...)
- Музички спот године - Лане моје (Жељко Јоксимовић)
- Радио-станица године - Први програм Радио Београда
- Поп певачица године - Гоца Тржан
- Поп певач године - Владо Георгиев
- Група године - Легендe
- Фолк певачица године - Светлана Цеца Ражнатовић
- Фолк певач године - Саша Матић
- Филм године - Јесен стиже, дуњо моја
- Представа године - Госпођа министарка
- Глумица године - Радмила Живковић
- Глумац године - Лазар Ристовски
- Спортиста године - Јасна Шекарић
- Спектакл године - Владо Георгиев (за концерт у Херцег Новом)
- Дебитант године - Цвета Мајтановић

Специјалне Оскаре су добили Мирослав Илић и Милован Илић Минимакс, који је ову награду добио постхумно.
Након ове доделе, Илустрована Политика је одлучила да више не додељује ту награду.